# Војин Поповић Вук
Војин Поповић (Сјеница, 9. децембар 1881 — Старавински вис, 29. новембар 1916), познат као војвода Вук, потпуковник српске војске, био је српски четнички војвода који је учествовао у борбама за Македонију, у Балканским ратовима и Првом светском рату, као командант Добровољачког одреда на Солунском фронту.
Савременици су га описали као јунака који је вредео више него дивизија. Онога дана када је погинуо, „свима се чинило да је са њим умрла и Србија”.

## Биографија

### Прве године
Рођен је од оца Алексе (1856—1913) и мајке Стане (1860—1940). Убрзо после тога његова породица се преселила у Крагујевац, где је Војин похађао школу. Породица се преселила у Крагујевац након што је Војинов отац успео да се избави из тамнице у коју је доспео након пожара у пашином конаку за који су Турци оптужили Србе. Сви виђенији Срби у Сјеници тада су ухапшени, бичевани и мучени на разне начине. Тај догађај је највише утицао на Војина који је и сам изјавио: „Био бих у борби блажи, да ми даноноћно пред очима не лебди слика мог оца, голготска и страшна, како га везаног, муче Турци. Нек иду у пакао!“ . Док је Војин био дечак, у Крагујевац се доселио четнички војвода Мицко Крстић који се борио са Турцима на простору Македоније. Његове приче пресудно су утицале на Војинову одлуку да ступи у војску и да се посвети развоју четничког покрета у Старој Србији.

### Четовање
Определио се за војну каријеру. 3. новембра 1901. године завршио је војну академију и постао потпоручник. Кад су прве чете 1905. кренуле за Стару Србију међу четницима био је и Војин Поповић. Учествовао је борбама против Турака на Челопеку и Козјаку.
Вук је нарочито инсистирао на дисциплини, тврдећи да она јача морал, али још више на честитости војника. Чувена је његова наредба: „Дакле, ја тражим од својих четника да ме никад не лажу, да се не шале да што украду, да не траже од ове сиротиње да им нешто кува и пече за јело, без мог одобрења. Све што се за чету узима, ја морам знати и то се мора платити. Свако моје наређење мора се без размишљања извршавати. О храбрости нећу да вам говорим, јер чим сте овде, знам какви сте у том погледу. Онај ко умакне и обрука се, знајте неће добро проћи. Између себе не смете се свађати, грдити и мени тужакати. А ово је најглавније и добро упамтите: жене и одрасле девојке не смете ни погледати. Са њима не смете ни разговарати. Јесте ли разумели?! Ви сте мутави за женску чељад. Ако вас што жене питају, не одговарајте, а ви немате потребе ништа њих да питате. Увек има понеки мушкарац, па се њему обратите. За ког дознам или приметим да што противно овоме учини, убићу га. То вам је све. Мене мрзи да понављам, зато кад неки нови четник дође, ви га упознајте са овим што рекох.“ Један од његових војника сведочио је да се војвода „никада није сагињао када би му зрно фијукнуло поред главе, а када би неко од нас сагнуо главу знао је да нас прекори, кратко и јасно — шта се сагињеш, ниси ти јабука, да у тебе гађају Турци...“
Након младотурске револуције враћа се у Београд. Због ратничких успеха стекао је велику популарност у престоници. Израђивале су се разгледнице са његовим ликом или са сликом његове чете, а деца су се играла „четника и комита“. Као члан организације „Уједињење или смрт“, познатије као Црна рука, био је чувар њеног архива.

Војин Поповић учествовао је у многим биткама, и Четничким акцијама, балканским ратовима и Првом светском рату. У балканским ратовима учествовао је у Кумановској бици и бици на Сртевици. У Кумановској бици, је већ првог дана, Вуков одред заједно са Седмим пешадијским пуком, одолео нападу главнине турских снага. Наступао је и као претходница Коњичке дивизије под командом кнеза Арсена Карађорђевића, најодликованијег официра у историји Србије. Заједно са четницима Василија Трбића борио се успешно у кланцима планине Бабуне, након чега су ушли у Велес. У Другом балканском рату командовао је Добровољачким одредом.

### Велики рат
Његов четнички одред помагао је Дунавској дивизији у Првом светском рату да одржи фронт у Мачви. Као командант Јадарског четничког одреда учествовао је у Церској бици. Први њихов задатак је био да успоре кретање Осмог аустријског корпуса, што су извели успешно с обзиром да је аустријски командант извештавао: „Осми корпус изнурен до исцрпљености своје снаге, стигао је 13. августа, тек увече, код Новог Села, а требало је стићи 12. августа ујутру... Наишао сам на отпор комита, који се као муња појаве, па исто тако муњевитом брзином ишчезну...“ Тог дана војвода Вук је издао наредбу: „Непријатељ на нашем делу фронта не сме да се одмара“. Наредних дана честе су биле битке прса у прса, бајонетима, ножевима и ашовима, а војвода је своје четнике, међу којима су најстарији били у раним тридесетим годинама, лично предводио. Раме уз раме са њим борио се и његов рођени брат. Када је, након протеривања непријатеља преко Дрине, позвао заробљене Србе из Аустроугарске да се придруже његовом одреду, њихова незаинтересованост толико га је разбеснела „да је левом руком једном Србину који се побунио отчупао уво.“
Уследиле су битке на Гучеву, Мачковом камену и Колубари. У борби на Ади Курјачици 20. септембра 1914. године (по старом календару)  тешко је рањен. Пребачен је у болницу у Алексинцу где се опоравио од рана. Врховна команда је 1915. године формирала два Добровољачка батаљона од по 4.000 војника којима су командовали Војвода Вук и Војислав Танкосић. Четнички одреди су формирани 1914. године наређењем начелника штаба Врховне команде. Формирано је четири одреда: Златиборски јачине 750 људи под командом мајоре Косте Тодоровића, Јадарски јачине 500 људи под комадном мајора Војина Поповића, Руднички јачине 500 људи под командом мајора Војислава Танкосића и Горњачки јачине 500 људи под командом мајора Велимира Вемића. У Вуковом одреду били су добровољци који су допутовали из САД и Канаде захваљујући ангажовању Михаила Пипина и Владике Николаја. Многи од њих никада пре тога нису крочили у Србију. Након погибије Војислава Танкосића његови добровољци придружени су батаљону Војводе Вука. Заједно са српском војском се повукао преко Албаније а кад је отворен Солунски фронт, био је командант Добровољачког одреда на Солунском фронту.
Кад је образован Солунски фронт, први одред који је кренуо у борбу, био је одред Војводе Вука. „Борбе су трајале свакодневно, често су на добро утврђен митраљез, нападали четници са бомбама, док је ноћ доносила борбе ножевима... У бици на Кајмакчалану пресудну улогу одиграли су четници, јер су у одсуству маказа за жицу, голим рукама покидали жичане ограде у одсудном нападу. Губици су били велики, односно трећина одреда је била ван строја.“
У међувремену, након опоравка војске на Крфу, повела се прича о одговорности за слом и катастрофу. На мети су били представници власти који су највише страховали од Аписа и осталих чланова Црне Руке. Знајући да Аписова снага лежи у официрима који су му били верни, Војводи Вуку (као и другим црнорукцима) давани су задаци који се могу описати само са „Послат у смрт“. Међутим, Вук и њих изводи успешно.“

### Погибија
Погинуо је у неравноправној борби са Бугарима северозападно од села Груништа, у јуришу на Старавински вис 29. новембра 1916. године у 35. години живота. По сведочењу командира Милорада Милосављевића Бурде: као већ рањен у леву руку, спустио се Вук у заклон, да му превију рану, када га је други метак погодио са десне стране, право у срце. Његов Добровољачки одред имао је на почетку Солунског фронта 2200 људи, а закључно са Вуковом смрћу спао је на свега 450 људи - била је то и смрт његовог одреда. Преживели војници Добровољачког одреда пребачени су у друге пукове. Брдо је било освојено а Бугари протерани. Када је погинуо имао је чин пешадијског потпуковника српске војске.

### Сећање
Његово тело било је сахрањено на српском војничком гробљу у Зејтинлику, а крајем септембра 1923. пренето је на Ново гробље у Београду. Колико су га његови војници волели, говори и писмо једног војника упућено породици: „И смрт ће сама моја бити немоћна да ми стиша бол за таквим дивом какав је био Војвода Вук“.
Цели живот војвода Вук посветио је борби, то је био његов лични избор. Он је у себи осећао да је позван од родне груде да се сваком туђинцу, непријатељу, супротстави ако тај жели да влада његовим народом. Био је ожењен Јелисаветом (девојчко презиме Каракашевић) која је умрла у Лазаревцу 1969. године у 79. години. Са њом је имао ћерку Слободанку која није имала потомака. Слободанка је била удата за Франу Брумнића, инжењера из Пазина. Венчали су се у фебруару 1943. После 2. светског рат су живели у Пули да би се шездесетих година преселили у Лазаревац где је Франо радио у Рударском басену "Колубара" а Слободанка у Центру за социјални рад. Када је Франо преминуо 1980. године Слободанка је вратила државни стан у коме је до тада живела и прешла у Герантолошки центар на Бежанијској коси где је преминула 1994. године.
Слика војводе Вука у ратничкој униформи, из времена четовања по старој Србији, истакнута је на почасном и видном месту у просторијама Удружења ратних добровољаца 1912—1918, њихових потомака и поштовалаца у Београду, Савски трг број 9. То Удружење наставља и негује традиције ратног добровољаштва из Првог светског рата.

## Наслеђе
Одликован је великим бројем одликовања. Војводи Вуку су подигнути споменици у Београду (у парку на Топличином венцу, дело вајара Ђорђа Јовановића) и у Нишу.
Једна улица у београдској општини Палилула носи име Војводе Вука.